# Clathrozoella
Clathrozoella ist eine Gattung der Hydrozoen (Hydrozoa). Es ist die einzige Gattung der Familie Clathrozoellidae. Derzeit sind vier Arten bekannt.

## Merkmale
Die Hydroidpolypen sind kolonial und bilden aufrechte, verzweigte oder unverzweigte Stöcke, die durch die Addition aufeinanderfolgender, röhrenförmiger Pseudohydrothecas gebildet werden. Die Hydroidpolypen sind polymorph; es wird aber kein Medusenstadium gebildet. Die Pseudohydrotheca wird durch verschmolzene, stolonen-ähnliche Perisarc-Röhren gebildet, die einen Kern aus Coenosarc haben. Jede Pseudohydrothek sitzt auf der unteren Pseudohydrothek auf. Die aufeinandersitzenden Pseudohydrotheken haben keinen direkten Kontakt miteinander. In jeder Pseudohydrothek sitzt nur ein sessiler Polyp ohne nennenswerten Stiel. Der Mundkegel ist von einem Kranz aus filiformen Tentakeln umgeben. Die Gonophores sind sessile Sporensäcke, die direkt aus dem Boden der Pseudohydrothek wachsen. Es gibt also keine Geschlechtspolypen. Das Cnidom besteht aus mikrobasischen Mastigophoren, mikrobasischen Eurytelen, Desmonemen und Haplonemen.

## Geographisches Vorkommen
Die vier bisher beschriebenen Arten stammen aus antarktischen Gewässern, der Drakestraße, Stewart Island (Neuseeland) und Low Island (Tasmanien, Australien). Sie leben in tieferen Wasser (bisher 128 m bis 3093 m).

## Arten
- Clathrozoella abyssalis Peña-Cantero, Vervoort, & Watson, 2003
- Clathrozoella bathyalis Peña-Cantero, Vervoort, & Watson, 2003
- Clathrozoella drygalskii (Vanhöffen, 1910)
- Clathrozoella medeae Peña-Cantero, Vervoort, & Watson, 2003

### Online
- Hydrozoa Directory